# Cursus publicus
Il cursus publicus era il servizio imperiale di posta che assicurava gli scambi all'interno dell'Impero romano.

## Storia
L'organizzazione del servizio iniziò sotto Augusto:
(Svetonio, Augusto, 49,5)
Lo storico tedesco Hans-Georg Pflaum, studioso del cursus publicus, riteneva gli iuvenes un'associazione di giovani nobili delle città italiche di diritto romano che svolgevano importanti ruoli nella vita religiosa dei municipi; costoro non disponevano di mezzi sufficienti per viaggiare in tutto l'Impero e in tal modo si ricorse ad altri corrieri.
Questa evoluzione portò il cursus publicus da essere un servizio di volontari a divenire una struttura consolidata, costituita in prevalenza da messaggeri professionisti; nel momento in cui i giovani si occuparono del trasporto delle missive, le città non risentirono più di tanto delle spese relative alla gestione del cursus publicus, ma con l’evoluzione del servizio furono le comunità municipali a dover sopportare questi costi.
Furono i municipi a farsi carico di queste spese per il servizio del trasporto, nonostante l’imperatore cercò di alleggerire loro questi gravosi oneri; sotto Augusto il servizio postale rimase a carico delle città imperiali.
Il cursus publicus raggiunse una notevole estensione nel I secolo d.C. e fu oggetto di diversi provvedimenti imperiali. Una prima misura è ascrivibile al regno di Nerva grazie al ritrovamento di una moneta databile al 97 d.C.

Sul rovescio di questo sesterzio si possono vedere due muli staccati dietro ad un carro; la legenda informa che l’imperatore prese questo provvedimento a favore degli Italici che sopportavano le spese più onerose, fornendo carri con muli e conducenti in numero maggiore rispetto alle altre popolazioni imperiali.

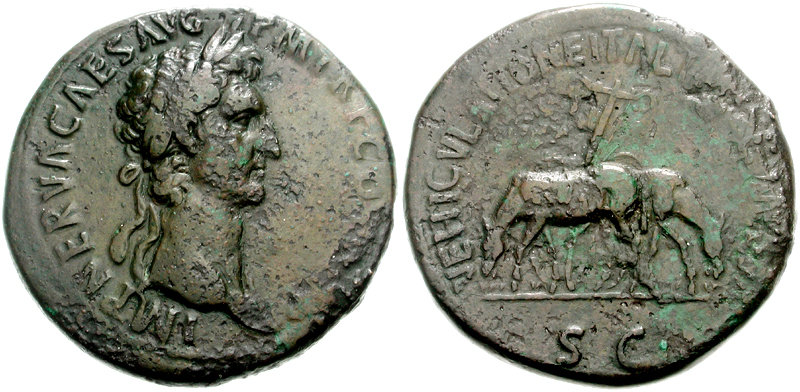
Sesterzio di Nerva : rovescio = vehiculatione italiae remissa, con due mule di posta

L'imperatore Adriano (117-138) affidò la gestione del cursus publicus a un funzionario imperiale speciale, il praefectus vehiculorum, o a vehiculis,  di rango equestre, agli ordini del prefetto del pretorio; il praefectus vehicolorum vigilava sul servizio, sulla condizione delle strade, dei ponti e degli edifici sorti nei pressi delle mansiones.
In secondo luogo sollevò i magistrati dal compito di sorvegliare il funzionamento del servizio postale:
(Storia Augusta, Vita di Adriano, 8, 5)
I provinciali ebbero il compito di pagare i mancipes, ovvero i curatori del funzionamento postale, i quali, sostituendo i magistrati municipali, vegliarono affinché ai corrieri non mancasse nulla ed avessero sempre a disposizione dei veicoli pronti a partire.
All'inizio del III secolo d.C., all'epoca dell'imperatore Settimio Severo, si verificò un ampliamento del servizio postale: le spese raddoppiarono a causa del mantenimento di un servizio di trasporto degli alimenti; quello destinato alle merci (cursus clabularius) divenne una branca regolare del cursus publicus.
Severo addossò allo Stato anziché ai privati le spese del servizio postale per ottenere, da parte del popolo, il consenso alla sua ascesa al trono:
(Storia Augusta, Vita di Severo, 14,2)
Venne istituita, per ridurre le spese delle milizie, l'annona militare, vale a dire l'approvvigionamento degli eserciti. Questo provvedimento servì ad ottenere il sostegno dell'esercito che in questo periodo ebbe bisogno di ripararsi dalle continue svalutazioni del soldo e per questo richiese a Severo un pagamento in natura. 
In questo modo l'imperatore fu così coadiuvato, nella gestione del servizio postale, dagli eserciti imperiali . Il personale per il trasporto e gli animali dei tratti supplementari venivano mobilitati secondo il bisogno mediante requisizioni o corvées.
Dal periodo dei Severi in avanti vennero nominati anche dei responsabili per la direzione del cursus publicus per singole province o interi complessi provinciali, le competenze vennero distribuite fra più prefetti contemporaneamente in funzione.
Nel IV secolo, la riorganizzazione amministrativa di Diocleziano e Costantino ricollegò la gestione del cursus publicus al Magister officiorum e ai suoi agentes in rebus. I testi dell'epoca evocano frodi e abusi nelle requisizioni e la disorganizzazione dell'economia quotidiana che essi generavano, così come le lamentele delle municipalità provinciali sui pesanti carichi che dovevano sostenere. I successori di Costantino tentarono di porvi rimedio con misure specifiche (limitazione del numero degli ordini di missione  accordati, soppressione delle requisizioni arbitrarie). La Notitia Dignitatum (intorno al 400) precisa anche, per ciascuna posizione di altro funzionario, il numero massimo di ordini di missione ai quali si aveva diritto con l'acquisizione della carica.
Malgrado le vicissitudini, il cursus publicus assicurò i suoi servizi fino al VI secolo. Nel 414, il buon funzionamento dell'annona militare permise così al patrizio Costanzo III di fermare i Visigoti in Aquitania, in cambio della consegna di approvvigionamenti. Il cursus publicus scomparso in Occidente, sopravvisse nella prima metà del VI secolo nell'Impero Bizantino, quando fu smantellato per iniziativa di Giustiniano, ad esclusione degli itinerari verso la frontiera sassanide.

## Organizzazione
Il cursus publicus funzionava grazie a una serie di alloggi di tappa (mansiones) e delle poste di scambio intermedie (mutationes) lungo il percorso delle strade romane. La mansio (soggiorno) era un luogo dove i viaggiatori  potevano rifocillarsi e passare la notte, la mutatio comprendeva una stalla, un luogo di lavoro e quartieri per il personale; in essa si poteva trovare il cambio dei cavalli ed il rifornimento dei viveri.
Queste stazioni intermedie erano posizionate ogni 5 miglia ed erano più numerose delle mansiones in quanto il viaggiatore necessitava da 5 a 8 soste ogni giorno, ma ne aveva bisogno di una sola per trascorrere la notte; la loro distribuzione era legata all’ambiente geografico.
La gestione di entrambe le stazioni era a carico della municipalità in cui erano ubicate. L'esercizio era concesso per contratto a dei privati o a del personale precettato; nel II e III secolo queste strutture potevano essere dirette da militari, come i "beneficiari" (soldati graduati incaricati di missione) e potevano annoverare diversi funzionari: gli ufficiali postali (stationarii), i corrieri (veredarii), i conducenti di carri (carpentarii), gli stallieri (stratores), i mulattieri (muliones), i veterinari (mulomedici) e i soldati addetti alle scorte e al trasporto del bagaglio imperiale (bastagarii). Lo stato romano si serviva di imposte per finanziare il materiale, la sostituzione delle bestie e i funzionari incaricati della gestione dell'insieme.
Il corriere che usava il servizio di posta imperiale viaggiava a cavallo o a dorso di mulo, accompagnato da uno o più servitori; i funzionari e i magistrati, durante i loro viaggi, avevano una scorta armata fornita dai vari centri che attraversavano.
I veicoli maggiormente utilizzati per il servizio postale erano: la rheda, il carpentum, la carruca, il birotus e il carrus; il primo mezzo era di origine gallica, poteva trasportare due o più persone provviste di molti bagagli.
Il carpentum era di origine etrusca, costruito con due ruote, chiuso da una copertura a volta, riccamente ornato e trainato da due muli; su tale carro viaggiavano i dignitari della corte imperiale, il prefetto del pretorio, il vicario della città, gli iudices e l’imperatore.
La carruca era una vettura di lusso di provenienza gallica molto simile alla rheda, essa poteva essere impiegata per percorrere tragitti sia a medio che a lungo raggio.
Il birotus trasportava 2/3 persone con poco bagaglio, era un carro di piccole dimensioni; infine, il carrus aveva quattro ruote ed era adibito ad uso militare, serviva per il trasporto sia di mercanzie e bagagli, sia di persone e lettere.
Strategico per i collegamenti all'interno dell'Impero, l'amministrazione delle province romane e le unità militari, il servizio crebbe rapidamente d'importanza e assicurò la circolazione della corrispondenza di stato, delle personalità ufficiali e delle imposte esatte. I privati non potevano usufruirne, se non dietro autorizzazione scritta, peraltro raramente accordata. Solo ai vescovi in epoca tarda era concesso per decisione imperiale.
Per poter beneficiare delle prestazioni disponibili sulla rete, come l'alloggio e la rimonta dei cavalli, i militari e i funzionari inviati in missione ricevevano dall'imperatore un "attestato" o "ordine di missione"; questa autorizzazione poteva essere fornita non solo dall'imperatore ma anche dai funzionari ai quali il sovrano delegava questo compito. Solitamente coloro che goderono di questo privilegio furono il prefetto del pretorio a Roma e il governatore provinciale. Gli imperatori dovettero regolarmente legiferare contro il traffico di falsi diplomi o attestati e contro gli abusi, come i diplomi rilasciati da governatori di provincia in maniera totalmente illegale.
L’elevata quantità degli scambi era garantita da corrieri professionisti che viaggiavano ad intervalli regolari, prendevano le notizie dagli uffici dei governatori, le portavano nella capitale, riportandone altre nelle zone provinciali.
Gli impiegati che assicuravano il servizio erano i tabellarii, liberti o schiavi imperiali; per il trasporto di lettere a Roma si faceva uso dei geruli, anch’essi liberti, che però avevano la facoltà di acquistare la carica.
I cursores erano utilizzati per far giungere messaggi imperiali o amministrativi ai loro destinatari, costoro percorrevano il tragitto a piedi; il loro raggio d’azione fu limitato ai dintorni degli uffici ai quali appartenevano. 
Solo i documenti imperiali beneficiavano di una spedizione rapida, tutti i dispacci destinati agli uffici italici e provinciali erano invece molto più lenti nel giungere a destinazione poiché i messaggeri facevano il percorso con le minori spese possibili.